# 环联星运转行星

Typical configuration of circumbinary planetary systems (not to scale), in which A and B are the primary and secondary star, while ABb denotes the circumbinary planet.

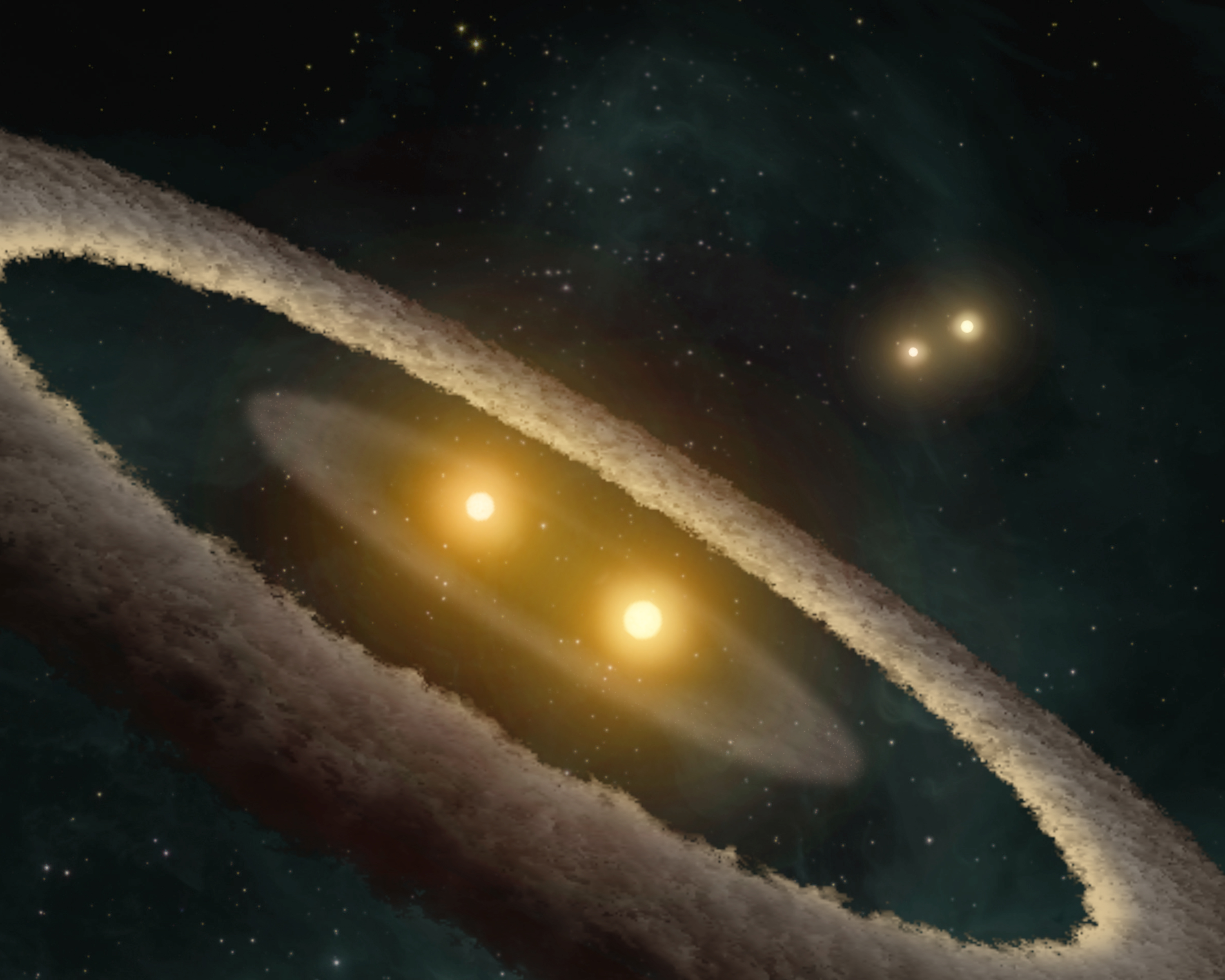
畫家筆下的环联星运转行星，HD 98800 B

环联星运转行星（circumbinary planet）是一类处于联星系统之中，并环绕两颗恒星而非其中一颗运转的行星。考虑到联星之间较近的距离和运行轨道，该类行星只能在联星相互公转的轨道之外形成。目前确定存在环联星运转行星的联星系统只有：PSR B1620-26、开普勒16b、克卜勒34、克卜勒35、克卜勒38、克卜勒47、室女座DT、室女座NY、獅子座DP、天爐座UZ、雕具座RR、寶瓶座HU、巨蛇座NN、室女座HW、NSVS 14256825 和PH1。

## 发现

開普勒16系統，開普勒16A是黃色恆星，開普勒16B是橘紅色恆星，開普勒16b是紫色行星

在搜寻系外行星的最初几年时间里，科学家普遍认为联星系统中根本不会存在行星（更不用说相互距离很近的联星）。但是，某些发现了行星的联星系统（如天鹅座16）证明了这一观点是错误的。2003年，发现了第一颗被证实存在于联星系统中的系外行星PSR B1620-26c。该行星所在的联星系统包含一颗脉冲星和一颗白矮星，两者在相距约1天文单位的轨道上相互公转。该行星被归类为脉冲星行星，目前只发现了四颗该类行星。
1999年，科学家宣称通过微引力透镜法发现了一颗环绕一对紧密联星（MACHO-1997-BLG-41）运转的行星。当时他们发现该行星的轨道距离联星系统较远，不过后来的观测发现其轨道向内收缩了。
2000年，人们又猜测在天龍座CM联星系统中存在着一颗巨行星，其公转周期在750-1050个地球日之间。虽然至今仍未确定在该联星系统中存在行星，但是科学家们断定确定该系统中存在行星只是时间问题。
2007年，科学家在HD 98800系统中发现了一个由尘埃构成的圆环，其中可能会产生新的环联星运转行星。HD 98800不是一个简单的联星系统，而是由两个相互围绕公转的联星系统构成的。其中一个子联星系统中包含了这个圆环。
2008年，科学家证实在室女座HW中存在着一颗环绕联星系统运转的行星（同样围绕该系统运转的还有一颗褐矮星）。这颗行星——室女座HWc的质量比木星还大，环绕两颗母星运转的公转周期为9年。
於2011年9月15日，天文學家公佈了第一個透過凌發現的环联星运转行星。該行星即為距地球200光年的天鵝座內的開普勒16b。天文學家們相信開普勒16b是一個充滿岩石和氣體的冰封世界，質量與土星相若。開普勒16b所環繞的聯星亦圍繞著質心公轉，其中一個的大小約為2/3個太陽，而另一個的大小則為1/5個太陽。

## 已被發現的环联星运转行星

### 未經證實
| 恆星系統          | 行星                | 質量下限 （木星質量） | 半長軸 （天文單位） | 轨道周期 （年） | 發現年份 | 參考   |
| ----------------- | ------------------- | --------------------- | ------------------- | --------------- | -------- | ------ |
| MACHO-1997-BLG-41 | MACHO-1997-BLG-41 b | ~3                    | ~7                  | ?               | 1999     | [ 27 ] |

## 科幻作品中的环联星运转行星
- 日本漫畫《槍神Trigun》中的行星
- 美國電影系列《星球大战》中的塔图因
- 美國電視劇《異世奇人》中的加利弗雷（英语：Gallifrey）
- 小說《三體》中的行星
- 遊戲系列《星際火狐》中的行星
- 电影版《星河战队》中的虫族母星：克伦达苏

## 延伸閱讀
- Planets in Binary Star Systems, Nader Haghighipour, Springer, 2010, ISBN 978-90-481-8686-0

## 外部連結
- NASA Telescope Discovers Its First Planet Orbiting Two Stars （页面存档备份，存于）
- How Circumbinary Planets Form （页面存档备份，存于）